# Luiz Ruffato
 (mai 2020).
Si vous disposez d'ouvrages ou d'articles de référence ou si vous connaissez des sites web de qualité traitant du thème abordé ici, merci de compléter l'article en donnant les références utiles à sa vérifiabilité et en les liant à la section « Notes et références ».
Luiz Ruffato (Cataguases, 1961) est un écrivain brésilien. Étudiant à l'université de Juiz de Fora dans l'état de Minas Gerais au Brésil, Luiz Ruffato a travaillé comme journaliste à São Paulo et a publié des fictions comme le recueil de contes Historia das Remorsos e Rancores (1998) et un premier roman  Eles eram muitos cavalos (2001), (Tant et tant de chevaux, Métailié, 2012), qui a d'ailleurs gagné le prix littéraire de la APCA, Associação Paulista de Críticos de Arte.

## Biographie
Originaire d'une famille d'immigrants et ouvrière de Cataguases, Luiz Ruffato est très tôt intéressé par la littérature. Ruffato se forme comme tourneur-fraiseur à Cataguases avant d'entreprendre des études de journalisme à l'université de Juiz de Fora (Minas Gerais). À Juiz de Fora, il travaille comme tourneur-fraiseur dans la journée et étudie le soir. Son origine familiale et son activité professionnelle influencent son travail de journaliste et d'écrivain. Son cycle de cinq romans, intitulé « Inferno Provisório » (« Enfer Provisoire »), fait le portrait de l'industrialisation brésilienne des années 50 à nos jours. Une fois obtenue sa licence en journalisme, Luiz Ruffato déménage à São Paulo pour y exercer son nouveau métier. 
São Paulo et Minas Gerais sont les deux régions présentes dans l’œuvre de Ruffato. Elles sont le contexte qui accueille et accompagne la trame de ces histoires.
Ruffato est aussi un des fondateurs de « Igreja do Livro Transformador » (« L'église du livre transformateur »), un mouvement laïque qui encourage la lecture au Brésil. Ce mouvement croit en la capacité de la lecture à changer radicalement et subtilement les personnes.
En 2012, Luiz Ruffato est accueilli en tant qu'auteur brésilien à la résidence du Centre for Latin American studies à l'université de Berkeley. En 2013, son roman Domingos sem deus reçoit le Prix littéraire de « Casa de las Américas ».

## Œuvres

### Premières œuvres
Histórias de Remorsos e Rancores (1998) est la première publication de Luiz Ruffato, il s'agit d'un recueil de contes centré sur des personnages vivants dans la même impasse “beco do Zé”  à Cataguases (Minas Gerais), sa ville natale.  Ces contes ne sont pas véritablement liés les uns aux autres et ne suivent pas un ordre chronologique. Le fil conducteur de ces histoires consiste à mettre en scène des personnes de la même classe sociale : pauvres, au chômage ou encore d’ex-prostituées. Ce recueil a été très bien reçu par la critique.
En 2000, Ruffato a publié un autre recueil de nouvelles, intitulé (Os sobreviventes). Le livre reçoit la mention honorable de la Casa de las Américas en 2001. Il se compose de six histoires, dans lesquelles les personnages représentent tous la classe ouvrière la plus basse de Cataguases. Toutes les histoires traitent de la dure réalité de la vie ouvrière, de la souffrance des classes populaires et du cruel manque d'espérance. Le langage des nouvelles explore les expressions orales et le parler populaires.
Le premier roman de Luiz Ruffato, Eles eram muitos cavalos publié en 2001 (Tant et tant de chevaux, 2012), a gagné le Prix littéraire de APCA et le Prix Machado de Assis pour le meilleur roman en 2001. Avec sa structure non-linéaire, le livre se compose de 68 fragments, tous se passent le même jour : le 9 mai 2000 à São Paulo. Le titre du roman fait allusion à un poème de la poétesse brésilienne, Cecília Meirelles, intitulé “Dos Cavalos da Inconfidência”.
L'idée de cette nouvelle naît de l'envie de Ruffato de rendre hommage à la ville de São Paulo, qui a accueilli tant d'immigrants, comme Ruffato lui-même. La structure du livre réfléchit sur l'impossibilité de reproduire la complexité et la dynamique d'une ville. Le livre présente différentes classes et discours sociaux et utilise une multitude de styles littéraires. Selon Ruffato, ce livre n'est pas tout à fait un roman mais une sorte d'installation littéraire qui rend hommage à São Paulo. 

### Inferno Provisório (Enfer Provisoire)
En 2005, Ruffato commence – avec la nouvelle « Mamma, son tanto felice » - une série intitulée « Enfer provisoire » et composée de cinq volumes. La série continue avec O mundo inimigo (Le monde ennemi, Métailié, 2010), publié un an plus tard. Vista parcial da noite (2006), O livro das impossibilidades (2008) et Domingos sem deus (2011).
Le projet de Luiz Ruffato était de créer une grande fiction sur l'histoire de la classe ouvrière brésilienne, en partant du début du vingtième siècle jusqu'au vingt-et-unième siècle. Chaque volume traite d'un moment particulier de l'histoire ouvrière brésilienne. 
Selon Ruffato, dans une interview donnée en 2008 :
Mamma, son tanto felice traite de la question de l'immigration des campagnes vers les grandes villes dans les années 50 et 60 au Brésil ; O Mundo Inimigo discute de l'installation de la première génération d'ouvriers dans un Brésil encore très peu industrialisé des années 60 et 70 ; Vista Parcial da Noite décrit la confrontation des imaginaires ruraux et urbain dans les années 70 et 80. Le quatrième volume, O Livro das Impossibilidades, retrace le changement des comportements dans les années 80 et 90. Dans le dernier volume Domingos Sem Deus Ruffato s'intéresse au début du vingt-et-unième siècle.
Selon Luiz Ruffato, ce long projet a été imaginé bien avant qu'il ne publie ces premiers romans. Des idées, les prémices de ces histoires lui viennent à l'écriture de ces nouvelles. De la conception à la publication, l'écriture de cette série lui a pris plus de 20 ans de travail.

### Autres travaux
En 2007, Ruffato est invité à écrire pour la collection “Amores Expressos”, une collection d'histoires d'amour publiée par la Companhia das Letras, une des plus importantes maisons d'édition brésiliennes. Le projet regroupe différents auteurs de plusieurs villes du monde, où ils doivent habiter et y inventer alors une histoire d'amour. Ruffato est invité à voyager à Lisbonne au Portugal. En 2009, il publie le petit roman Estive em Lisboa e lembrei de você (À Lisbonne j'ai pensé à toi, Chandeigne, mars 2015), c'est le résultat de sa collaboration avec la Companhia das Letras. Le livre raconte l'histoire de Sérgio, originaire de Cataguases, qui décide d'immigrer à Lisbonne pour y trouver un travail, en espérant gagner de l'argent rapidement et retourner à Cataguases et enfin avoir une vie meilleure. À Lisbonne j'ai pensé à toi, raconte les déboires, les motivations, les espérances, de Sérgio dans sa ville d'origine, puis dans sa nouvelle ville d'accueil. Entre destin d'immigré et  histoire d'amour... Nous retrouvons dans ce livre le ton réaliste de Ruffato, qui traite d'un sujet sérieux, qui concerne des milliers de brésiliens et personnes plus généralement : l'immigration. Ruffato réussit à traiter cette plongée dans l'inconnu avec un ton inhabituel, loin du fatalisme, le récit étant ponctué de conversations cocasses qui rendent les personnages attachants et rajoute à la véracité de l'expérience contée.
Ruffato a également écrit de la poésie : As máscaras singulares (2002) et Paráguas verdes (2011). Il a publié un essai sur le mouvement moderniste à Cataguases, qui a été publié dans plusieurs collections et a organisé bien d'autres anthologies et collections notamment une sur les 25 femmes qui font aujourd'hui la nouvelle littérature brésilienne (2005) ou encore la nouvelle Luiz Fernando Emediato (2004).

## Ouvrages
Traductions françaises
- À Lisbonne j'ai pensé à toi, Paris, Chandeigne, 2015 (traduit par Mathieu Dosse)
- Tant et tant de chevaux, Paris, Métailié, 2012 (traduit par Jacques Thiériot)
- Le monde ennemi, Paris, Métailié, 2010 (traduit par Jacques Thiériot)
- Des gens heureux, Paris, Métailié, 2007 (traduit par Jacques Thiériot)

Nouvelles
- Historias de Remorsos e Rancores - São Paulo: Boitempo, 1998.
- (os sobreviventes) - São Paulo: Boitempo, 2000.

Romans
- Eles eram muitos cavalos - São Paulo: Boitempo, 2001.
- Mamma, son tanto felice (Inferno Provisório: Volume I). Rio de Janeiro: Record, 2005.
- O mundo inimigo (Inferno Provisório: Volume II). Rio de Janeiro: Record, 2005.
- Vista parcial da noite (Inferno Provisório: Volume III). Rio de Janeiro: Record, 2006.
- De mim já nem se lembra. São Paulo: Moderna, 2007.
- O livro das impossibilidades (Inferno Provisório: Volume IV). Rio de Janeiro: Record, 2008.
- Estive em Lisboa e lembrei de você. São Paulo: Cia das Letras, 2009.
- Domingos sem Deus (Inferno Provisório: Volume V). Rio de Janeiro: Record, 2011.
- Flores Artificiais. São Paulo: Cia das Letras, 2014.

Poésie
- As máscaras singulares - São Paulo: Boitempo, 2002 (poemas)
- Paráguas verdes - São Paulo: Ateliê Acaia, 2011.
- O amor encontrado - São Paulo - Edição do autor.

Essais
- Os ases de Cataguases (uma história dos primórdios do Modernismo) - Cataguases: Fundação Francisca de Souza Peixoto, 2002.

Organisation d'articles
- Leituras de Escritor. Coleção Comboio de Corda - São Paulo: Edições SM, 2008.
- Sabe com quem está falando? contos sobre corrupção e poder - Rio de Janeiro: Língua Geral, 2012.
- Questão de Pele - Rio de Janeiro: Língua Geral (2009)
- RUFFATO, Luiz & RUFFATO, Simone (orgs.). Fora da ordem e do progresso - São Paulo: Geração Editorial, 2004.
- Emediato, Luiz Fernando. Trevas no paraíso: histórias de amor e guerra nos anos de chumbo -  São Paulo: Geração Editorial, 2004.
- 25 mulheres que estão fazendo a nova Literatura Brasileira -  Rio de Janeiro: Record, 2005.
- Mais 30 mulheres que estão fazendo a nova Literatura Brasileira - Rio de Janeiro: Record, 2005.
- Tarja preta - Rio de Janeiro: Objetiva, 2005.
- Quando fui outro - Rio de Janeiro: Objetiva, 2006.
- Francisco Inácio Peixoto em Prosa e Poesia - Cataguases, Instituto Francisca de Souza Peixoto, 2008.
- Contos antológicos de Roniwalter Jatobá - São Paulo: Nova Alexandria, 2009.
- Mário de Andrade: seus contos preferidos - Rio de Janeiro: Tinta Negra, 2011.
- A alegria é a prova dos nove - São Paulo: Globo, 2011.

Participations dans des anthologies
- Olívia. In: Marginais do Pomba - Cataguases, Fundação Cultural Francisco Inácio Peixoto, 1985, p. 69-73.
- O profundo silêncio das manhãs de domingo. In: Novos contistas mineiros - Porto Alegre, Mercado Aberto, 1988, p. 83-85.
- Lembranças. In: 21 contos pelo telefone - São Paulo, DBA, 2001, p. 73-75.
- O ataque. In: OLIVEIRA, Nelson de (org.). Geração 90: manuscritos de computador - São Paulo: Boitempo Editorial, 2001, p. 223-238.
- Depoimento. In: MARGATO, Isabel e GOMES, Renato Cordeiro (org.).  Espécies de espaço: territorialidades, literatura, mídia - Belo Horizonte: Editora UFMG, 2008.
- O prefeito não gosta que lhe olhem nos olhos. In: PENTEADO, Rodrigo (org.). Corrupção – 18 contos. Transparência Brasil/Ateliê, 2002, p. 71-73.
- André (a.C.). In: DENSER, Márcia (org.). Os apóstolos – doze revelações - São Paulo: Nova Alexandria, 2002, p. 24-35.
- Vertigem. In: GARCIA-ROZA, Lívia (org.). Ficções fraternas - Rio de Janeiro: Record, 2003, p. 71-87.
- Paisagem sem história. In: FREIRE, Marcelino; OLIVEIRA, Nelson de (orgs.). PS: SP - São Paulo, Ateliê, 2003, p. 58-63.
- Assim. In: FREIRE, Marcelino (org.). Os cem menores contos brasileiros do século - São Paulo, Ateliê, 2004, p. 52.
- Paisagem sem história. In: Geração Linguagem - São Paulo, Sesc-SP/Lazuli, 2004, p.67-74.
- Kate (Irinéia). Inspiração - São Paulo, F.S Editor, 2004, p. 111-113.
- O profundo silêncio das manhãs de domingo. In: RESENDE, Beatriz (org.). A literatura latino-americana do século XXI - Rio de Janeiro, Aeroplano, 2005, p. 56-66.
- Sem remédio. In: Tarja preta - Rio de Janeiro, Objetiva, 2005, p. 65-77.
- Cicatrizes (uma história de futebol). In: COELHO, Eduardo (org.). Donos da bola - Rio de Janeiro, Língua Geral, 2006, p. 86-96.
- Mirim. In: LAJOLO, Marisa (org.). Histórias de quadros e leitores - São Paulo, Moderna, 2006, p. 75-81.
- Trens. In: MORAES, Angélica (org.). O trem – crônicas e contos em torno da obra de Thomaz Ianelli - São Paulo, Metalivros, 2006, p. 57-63.
- O repositor. In: GONÇALVES, Magaly Trindade; AQUINO, Zélia Thomas; BELLODI, Zina C. (orgs.). Antologia comentada de literatura brasileira – poesia e prosa -  Petrópolis, Vozes, 2007, p. 533-534.
- Ciranda. In: OLIVEIRA, Nelson de (org.). Cenas da favela – as melhores histórias da periferia brasileira - Rio de Janeiro, Geração Editorial, 2007, p. 118-130.
- Paisagem sem história. In: MOREIRA, Moacyr Godoy (org.). Contos de agora – audiobook - São Paulo: Livro Falante, 2007.
- COELHO, Eduardo e DEBELLIAN, Marcio (orgs.). Liberdade até agora - São Paulo: Móbile, 2011.
- Brésil 2000-2015, présentation et organisation par Luiz Ruffato - Paris, Métailié, 2015[1].

## Prix
- 2001 - Prix APCA du meilleur roman - "Eles eram muitos cavalos"[2]
- 2001 - Mention Spéciale du Prix Casa de las Américas
- 2001 - Prix Machado de Assis de Narrativa de la Fundação Biblioteca Nacional
- 2005 - Prix APCA de la meilleure fiction - “Mamma, son tanto felice” et “O mundo inimigo”
- 2013 - Prix Casa de las Américas - “Domingos Sem Deus”.